# لئونتیا پورفیروژنیتا
لئونتیا پورفیروژنیتا (یونانی: Λεοντία؛ ۱ ژانویهٔ ۰۴۵۷ – ۱ ژانویهٔ ۰۵۰۰) اهل امپراتوری بیزانس بود. دختر امپراتور روم شرقی لئون یکم (بیزانس) بود.